# Myllysaari (ö i Lappland, Norra Lappland)
Myllysaari är en ö i Finland. Den ligger i vattendraget Kitinen och i kommunen Sodankylä i den ekonomiska regionen Norra Lappland och landskapet Lappland, i den norra delen av landet, 800 km norr om huvudstaden Helsingfors. Öns area är 7,2 hektar och dess största längd är 0,9 kilometer i sydöst-nordvästlig riktning.